# Andrej Šustr
Andrej Šustr (* 29. November 1990 in Pilsen, Tschechoslowakei) ist ein tschechischer Eishockeyspieler, der seit November 2024 bei Tappara Tampere aus der finnischen Liiga unter Vertrag steht und dort auf der Position des Verteidigers spielt. Zuvor verbrachte Šustr mit Unterbrechungen unter anderem fast sechs Jahre in der Organisation der Tampa Bay Lightning aus der National Hockey League (NHL), wo er insgesamt über 400 Partien absolvierte, sowie zuvor drei Jahre an der University of Nebraska Omaha.

## Karriere

### Jugend
Andrej Šustr wurde in Pilsen geboren und begann im Alter von acht Jahren mit dem Eishockeyspielen, nachdem die tschechische Nationalmannschaft bei den Olympischen Winterspielen 1998 die Goldmedaille gewonnen hatte. Er durchlief die Jugendmannschaften des in seiner Heimatstadt ansässigen HC Plzeň 1929, bis er in der Saison 2008/09 an den drittklassigen HC Rokycany verliehen wurde. Nach nur zwei Einsätzen dort kehrte Šustr auch nicht mehr in die U20 des HC Plzeň zurück, sondern verließ Tschechien im November 2008 gen Nordamerika und schloss sich den Kenai River Brown Bears in Soldotna, Alaska an. Nach einem Jahr in der North American Hockey League, während dessen er bei einer Gastfamilie wohnte, wechselte der Verteidiger zur Spielzeit 2009/10 zu den Youngstown Phantoms in die United States Hockey League und damit in eine höhere Juniorenliga. In Youngstown verzeichnete Šustr 19 Punkte in 50 Spielen; zudem nahm er mit der U20-Nationalmannschaft Tschechiens an der U20-Junioren-Weltmeisterschaft 2010 teil.

### College
Nach der Saison 2009/10 erhielt der Tscheche ein Stipendium für die University of Nebraska Omaha und strebte dort einen Bachelor of Business Administration als Abschluss an. Parallel spielte er für die Omaha Mavericks in der Western Collegiate Hockey Association, einer Universitätsliga unter der Organisation der National Collegiate Athletic Association; dabei war er der erste Tscheche in der Geschichte der Omaha Mavericks. In seinen drei Jahren an der University of Nebraska Omaha steigerte Šustr seine persönliche Statistik Jahr für Jahr bis auf 25 Punkte aus 39 Spielen in der Saison 2012/13, in der er die Mavericks auch als Assistenzkapitän anführte. Zudem wurde er in dieser seiner letzten Saison ins Third All-Star Team der WCHA gewählt, ehe er im März 2013 einen Einstiegsvertrag bei den Tampa Bay Lightning aus der National Hockey League unterzeichnete, bei denen er im vergangenen Sommer bereits an einem Nachwuchs-Trainingslager teilgenommen hatte.

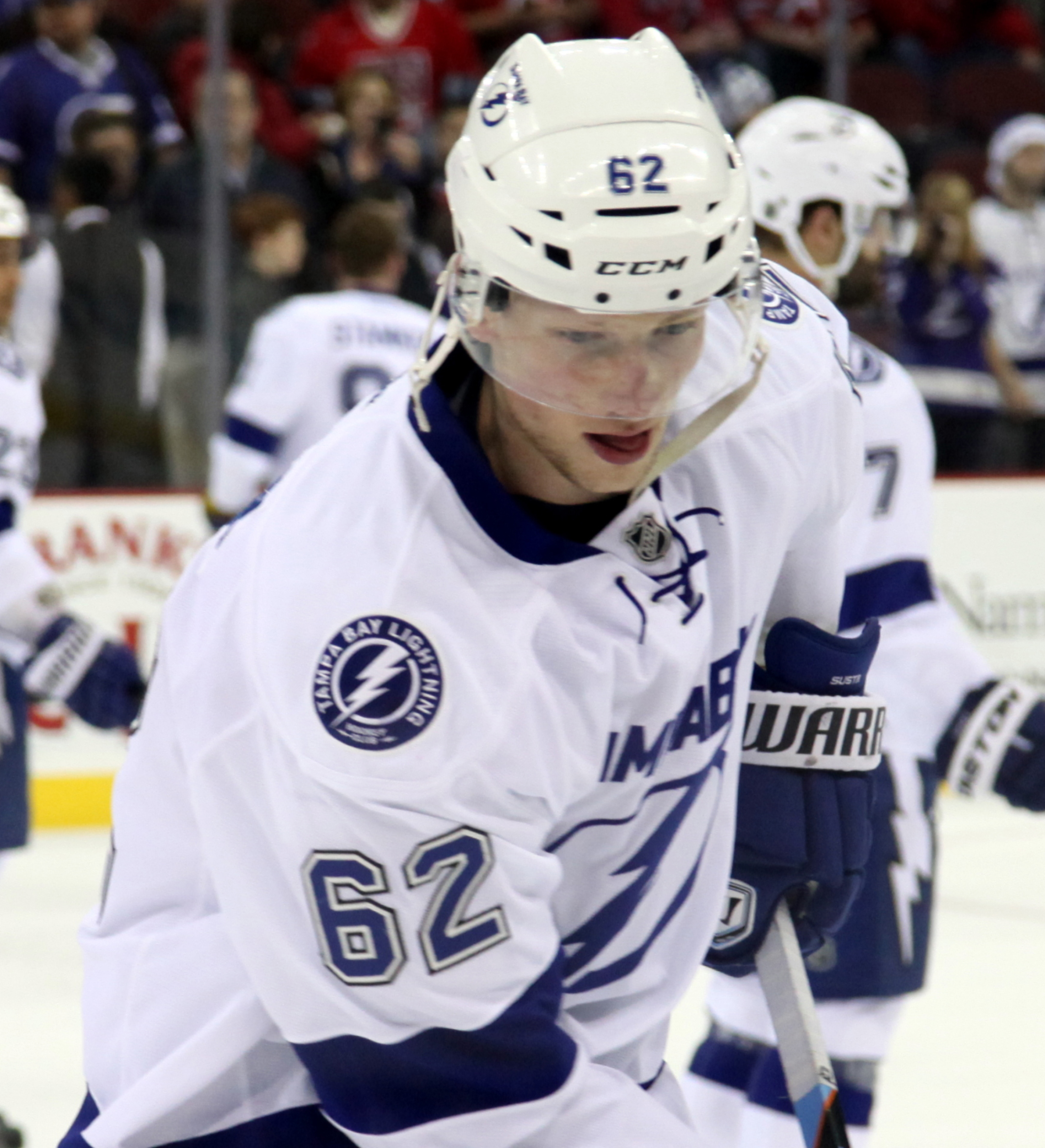
Šustr im Trikot der Tampa Bay Lightning (2014)

### Profibereich
Bereits eine Woche nach der Vertragsunterzeichnung kam Šustr im Spiel gegen die New Jersey Devils zu seinem Debüt in der NHL. Es folgte ein weiterer Einsatz für die Lightning, ehe er an die Syracuse Crunch, deren Farmteam aus der American Hockey League, abgegeben wurde. In Syracuse absolvierte der Verteidiger noch acht Spiele der regulären Saison sowie 18 Spiele in den Play-offs. Er verbrachte auch den Beginn der Folgesaison 2013/14 in der AHL, ehe er im Januar 2014 erneut in den NHL-Kader berufen wurde. Dort gelang es ihm, sich zu etablieren, sodass er bis zum Saisonende auf 42 Einsätze kam und auch in drei Play-off-Partien auf dem Eis stand. In der Saison 2014/15 erreichte er mit den Lightning das Stanley-Cup-Finale, unterlag dort allerdings den Chicago Blackhawks. Im Anschluss verlängerten die Lightning seinen Vertrag um zwei Jahre.
Im Rahmen des World Cup of Hockey 2016 debütierte Šustr in der A-Nationalmannschaft seines Heimatlandes und kam dabei auf drei Einsätze. Nach der Saison 2017/18 wurde sein auslaufender Vertrag in Tampa nicht verlängert, sodass sich der Tscheche im Juli 2018 als Free Agent den Anaheim Ducks anschloss und dort einen Einjahresvertrag unterzeichnete. In der Saison 2018/19 kam er vor allem bei den San Diego Gulls in der AHL zum Einsatz und verließ Nordamerika, als er im Juli 2019 einen Vertrag bei Kunlun Red Star in der Kontinentalen Hockey Liga (KHL) unterzeichnete.
In der KHL war Šustr in der Folge zwei Jahre aktiv, bevor er im Juli 2021 zu den Tampa Bay Lightning und somit in die NHL zurückkehrte. Dort pendelte er im Verlauf der Saison 2021/22 zwischen dem NHL-Kader Tampas und dem der Syracuse Crunch in der AHL, ehe er Anfang März 2022 über den Waiver von den Anaheim Ducks ausgewählt wurde, bei denen er bereits in der Spielzeit 2018/19 unter Vertrag gestanden hatte. Dort beendete er die Saison, bevor er im Juli 2022 als Free Agent zu den Minnesota Wild wechselte. Diese setzten ihn ausschließlich in Iowa und somit in der AHL ein, bevor er im März 2023 samt Nikita Nesterenko sowie einem Viertrunden-Wahlrecht im NHL Entry Draft 2025 zu den Anaheim Ducks zurückkehrte. Im Gegenzug erhielt Minnesota John Klingberg, wobei Anaheim weiterhin die Hälfte seines Gehaltes übernahm. In Anaheim (bzw. bei den San Diego Gulls) beendete er die Saison und wurde in weiterer Folge im Juni 2023 im Tausch für Andrew Agozzino an die San Jose Sharks abgegeben.
Die Sharks einigten sich mit dem Tschechen jedoch nicht auf einen neuen Vertrag für das Spieljahr 2023/24, sodass Šustr nach Europa zurückkehrte und ein einjähriges Arbeitsverhältnis mit den Kölner Haien aus der Deutschen Eishockey Liga (DEL) einging. Zur Saison 2024/25 wechselte der Tscheche erstmals seit 16 Jahren wieder in sein Heimatland, wo er sich dem HC Dynamo Pardubice aus der Extraliga anschloss. Bereits im November 2024 lösten beide Parteien den bestehenden Vertrag wieder auf und der Tscheche wechselte umgehend zu Tappara Tampere in die finnische Liiga.
Aufgrund seiner Körpergröße von 2,03 Metern wird er des Öfteren mit Zdeno Chára verglichen.

## Erfolge und Auszeichnungen
- 2013 WCHA Third All-Star Team

## Karrierestatistik
Stand: Ende der Saison 2023/24

### International
Vertrat Tschechien bei:
- U20-Junioren-Weltmeisterschaft 2010
- World Cup of Hockey 2016
- Weltmeisterschaft 2021

(Legende zur Spielerstatistik: Sp oder GP = absolvierte Spiele; T oder G = erzielte Tore; V oder A = erzielte Assists; Pkt oder Pts = erzielte Scorerpunkte; SM oder PIM = erhaltene Strafminuten; +/− = Plus/Minus-Bilanz; PP = erzielte Überzahltore; SH = erzielte Unterzahltore; GW = erzielte Siegtore; 1 Play-downs/Relegation; Kursiv: Statistik nicht vollständig)